# Homayun Alam
 (février 2025).
Si vous disposez d'ouvrages ou d'articles de référence ou si vous connaissez des sites web de qualité traitant du thème abordé ici, merci de compléter l'article en donnant les références utiles à sa vérifiabilité et en les liant à la section « Notes et références ».
 (juillet 2024).
Homayun Alam (né le 9 septembre 1980) est chercheur allemand dans le domaine des sciences politiques et de la culture, sociologue, écrivain, cinéaste et fondateur de l’institut pour la Migration à Francfort-sur-le-Main et dans la région Rhein-Main.

## Carrière
Le docteur Alam a effectué des études pluridisciplinaires mêlant les sciences sociales, politiques, juridiques et les religions comparées à l’université Goethe de Francfort-sur-le-Main. En 2006, il est diplômé grâce à son travail de mémoire Menschen- und Flüchtligenrechte im Iran (« Droits humains et Droit du réfugié en Iran »).
En 2014, il passe une thèse en études iraniennes et islamiques à l’université Georg-August de Göttingen avec son mémoire sur le thème des Ethnische Minderheiten im iranischen Film von 1980 bis 2010 (« Minorités ethniques dans le cinéma iranien de 1980 à 2010 »). Il achève son postdoctorat au sein du Cluster d’excellence Herausbildung normativer Ordnungen (« Formation des ordres normatifs ») de l’université Goethe à Francfort-sur-le-Main.
Début 2021, il fonde l’institut pour la Migration à Francfort-sur-le-Main avec une équipe transculturelle.

## Sujets de recherches
Alam s’occupe de la culture, de la langue, ainsi que de l’histoire et de l’actualité de l’État-nation iranien. Par transnationalité et donc au-delà des frontières physiques, il traite des espaces civilisationnel, linguistique et culturel iraniens contemporains. Dans ce cadre, il a fait paraître en 2021 le recueil anglophone On the Concept of Iran and Iranian Cultural Sphere: Iran in West-Asia (« Du Concept d’Iran et de sphère culturelle iranienne : l’Iran en Asie de l’ouest »).
Il s'intéresse également à la connaissance et à la pratique de la société de migration basée sur le concept de glocalisation, pour lequel local et global sont fortement interdépendants.

## Divers
À côté de ses activités universitaires, Alam s’engage dans l’art et la culture et a produit de la prose en parallèle à ses ouvrages scientifiques. Dans ses poèmes, il illustre régulièrement des concepts scientifiques et les exploite dans un contexte socioculturel, transnational ou même glocalisé au quotidien.

## Publications

### Monographies
- Denker, Denken und Denkweisen in Frankfurt am Main, Biographische Interviews mit Menschen aus Politik, Kultur, Wissenschaft, Kunst, Verlag Bautz, Nordhausen, 2017
- Film, Ethnien und Kulturpolitik im Iran, Verlag Bautz, Nordhausen, 2017
- Menschen- und Flüchtlingsrechte in Iran, 2. überarbeitete und erweiterte Auflage, Verlag Bautz, Nordhausen, 2016
- Ethnische Minderheiten im iranischen Film von 1980 bis 2010, Verlag Bautz, Nordhausen, 2014
- Menschen- und Flüchtlingsrechte in Iran, Verlag Bautz, Nordhausen, 2006

### Éditions
- On the Concept of Iran and the Iranian Cultural Sphere. Tectum Verlag, Baden-Baden 2021
- Bert G. Fragner: Die „Persophonie“: Regionalität, Identität und Sprachkontakt in der Geschichte Asiens (= ANOR. Band 5). Berlin 1999; Neuausgabe Verlag Bautz, Nordhausen 2015

### Essais
- mit Syed Imran Haider und Muhammad Ali Awan: Normative Orders in Everyday-Life: Being Expatriate in Times of COVID-19 Pandemic and Crisis in Frankfurt am Main. In: Global Anthropological Studies Review. Band 4, Nr. 1, 2021 (PDF)
- Western Modernity Encounters Asian Tradition: National Identity and Nationalism in Iran. In: International Journal of West Asian Studies (IJWAS). Band 12, 2020 (Abstract)